# 強制振動
強制振動（きょうせいしんどう、英語: forced oscillation, forced vibration）とは、時間的に変動する外力・外場の影響を受けることによって、強制的に引き起こされる振動のことである。運動に対する抵抗を有するエネルギー散逸系において、振動の減衰を補うべく、外部から時間的に変動する外力・外場が与えられることによって、振動が継続される系である。ここでいう時間的に変動する外力・外場は必ずしも周期的である必要はなく地震波のような波形も含まれる。周期的でない波形でもフーリエ級数展開により、近似的に正弦波・余弦波の和として表現可能なので、線形系であればそれぞれの成分に対する応答の和として全体の振動応答が求められる。
正弦波または余弦波として加振波形を表すとき、線形系ではその振動数が系の固有振動数に近いとき、もしくは一致するとき、大きな振動が発生する。この現象を共振または共鳴と呼ぶ。しかし非線形系ではその名の通り入力と出力が線形関係（比例関係）にないので、より複雑な挙動となる。
強制振動が問題となるのはその応答（出力）が大きくなる場合であり、その意味では、現実に共振や共鳴が発生しその原因を究明する過程で強制振動が議論されることも多い。また構造物などの設計では可能な限り、使用条件において共振や共鳴が発生しないよう考慮するのが普通である。ただし発振回路のように高エネルギーの特定振動数波形を得る目的でこの特性を用いることもある。
なお、構造系の係数（機械的構造物であれば質量やばね剛性など）が時間的に変動する場合も振動が発生するが、これらは広義には強制振動とも考えられるが、通常は係数励振振動として別に扱われる。

## 強制振動の例題
調和振動子の運動方程式は角振動数 {\displaystyle \omega _{0}} として
{\displaystyle {\ddot {x}}+\omega _{0}{}^{2}x=0}
と表される。ただし {\displaystyle {\ddot {x}}} は {\displaystyle x} の時間二階微分である。減衰振動になると、
{\displaystyle {\ddot {x}}+2\gamma {\dot {x}}+\omega _{0}{}^{2}x=0\ \ \ \cdots \cdots \mathrm {(A)} }
となる。これを定数係数の線形2階同次方程式という。
この系に周期的な外力
{\displaystyle F=mf\cos \omega t}
を加えると、強制振動となり、解くべき方程式は、
{\displaystyle {\ddot {x}}+2\gamma {\dot {x}}+\omega _{0}{}^{2}x=f\cos \omega t}
である。この方程式の一般解は特解に同次方程式(A)の一般解を加えたものになる。しかし、同次方程式の解は普通時間とともに減衰してしまうので、十分時間が経過すればこの系は角振動数 {\displaystyle \omega } で振動する特解で記述されることになる。この特解を、
{\displaystyle x=A\cos(\omega t-\delta )=A(\cos \omega t\cos \delta +\sin \omega t\sin \delta )}
とおいて、定数 {\displaystyle A} と {\displaystyle \delta } を求める。 {\displaystyle {\dot {x}}} と {\displaystyle {\ddot {x}}} をそれぞれ計算し、強制振動の微分方程式に代入、整理する。
{\displaystyle A\{(\omega _{0}{}^{2}-\omega ^{2})\sin \delta -2\gamma \omega \cos \delta \}\sin \omega t+\{A((\omega _{0}{}^{2}-\omega ^{2})\cos {\delta }+2\gamma \omega \sin {\delta })-f\}\cos \omega t=0}
この式がすべての {\displaystyle t} で成り立つためには {\displaystyle \{\quad \}} の中がゼロでなければならないから、
{\displaystyle {\begin{aligned}A={\frac {f}{\sqrt {(\omega _{0}{}^{2}-\omega ^{2})^{2}+4\gamma ^{2}\omega ^{2}}}}\\\tan {\delta }={\frac {2\gamma \omega }{\omega _{0}{}^{2}-\omega ^{2}}}\end{aligned}}}
という結果が得られる。
固有角振動数 {\displaystyle \omega _{0}} に近い角振動数 {\displaystyle \omega } の外力を加えると、非常に大きな振幅の振動が生じる。これが共振であり、ブランコを手で押して大きく揺らすことなどが共鳴・共振運動に他ならない。減衰項が十分に小さい場合、振幅 {\displaystyle A} は角振動数 {\displaystyle \omega ={\sqrt {\omega _{0}^{2}-2\gamma ^{2}}}}で極大となる。